# Víctor Galleguillos Clett
Víctor Galleguillos Clett (Antofagasta, 1919 - Santiago, 17 de noviembre de 2012) fue un político comunista chileno, casado con Yolanda Baigorrit.

## Actividades profesionales
Educado en Antofagasta. Fue obrero de la construcción y la minería en Calama y Copiapó. Dirigente sindical, se afilió al Partido Socialista Auténtico en 1945. Luego se integró al Partido Comunista, pero al estar este proscrito debido a la Ley de Defensa Permanente de la Democracia, permaneció oficialmente como socialista-auténtico "camuflado".

## Actividades políticas
Elegido Diputado por la 2ª agrupación departamental de Antofagasta, Taltal y Tocopilla (1949-1953), en la oportunidad integró la comisión permanente de Constitución, Legislación y Justicia.
Reelegido Diputado por Antofagasta, pero por el Partido Socialista (1953-1957), integrando la comisión permanente de Hacienda e Industrias.
Ingresó, de manera oficial, al Partido Comunista en 1959, por el cual fue elegido por dos períodos más como Diputado por Antofagasta (1961-1965 y 1965-1969), integrando en ambas ocasiones la comisión permanente de Minería.
Tras el golpe de Estado de 1973 fue perseguido por los efectivos militares. Estuvo detenido en Pisagua para luego escapar y mantenerse en clandestinidad. Con el retorno de la democracia (1990), siguió como miembro del Partido Comunista, pero de manera inactiva.